# 2025 en jeu vidéo
Cet article présente les faits marquants de l'année 2025 concernant le jeu vidéo.

## Événements
- 5 juin : sortie mondiale de la Nintendo Switch 2.
- 2 juillet : Microsoft annonce 9 000 licenciements dans sa division jeu vidéo Xbox[1].

## Jeux notables
Les jeux suivants sont prévus pour une sortie en 2025 :

### Janvier
- 17 janvier :
  - Dynasty Warriors: Origins (en) (Windows, PlayStation 5, Xbox Series)
- 23 janvier :
  - Final Fantasy VII Rebirth (Windows)

### Février
- 4 février : 
  - Kingdom Come: Deliverance II (Windows, PlayStation 5, Xbox Series)

- 11 février :
  - Civilization VII (Linux, macOS, Windows, Nintendo Switch, PlayStation 4, PlayStation 5, Xbox One, Xbox Series)

- 18 février :
  - Avowed (Windows, Xbox Series)
  - Lost Records: Bloom & Rage (en) (Windows, PlayStation 5, Xbox Series)

- 21 février :
  - Like a Dragon: Pirate Yakuza in Hawaii (Windows, PlayStation 4, PlayStation 5, Xbox One, Xbox Series)
- 25 février :
  - Alentejo: Tinto's Law (Windows, Game Boy)

- 28 février :
  - Monster Hunter Wilds (Windows, PlayStation 5, Xbox Series)

### Mars
- 6 mars :
  - Split Fiction (Windows, PlayStation 5, Xbox Series)

- 20 mars :
  - Assassin's Creed Shadows (Windows, PlayStation 5, Xbox Series, Amazon Luna)
  - Xenoblade Chronicles X: Definitive Edition (Nintendo Switch)

- 27 mars :
  - Atomfall (Windows, PlayStation 4, PlayStation 5, Xbox One, Xbox Series)

### Avril
- 3 avril :
  - The Last of Us Part II Remastered (Windows)

- 8 avril :
  - South of Midnight (Windows, Xbox Series)

- 10 avril :
  - Blue Prince (Windows, PlayStation 5, Xbox Series)

- 22 avril :
  - The Elder Scrolls IV: Oblivion Remastered (Windows, PlayStation 5, Xbox Series)

- 24 avril :
  - Clair Obscur: Expedition 33 (Windows, PlayStation 5, Xbox Series)
  - Fatal Fury: City of the Wolves (Windows, PlayStation 4, PlayStation 5, Xbox Series)

### Mai
- 15 mai :
  - Doom: The Dark Ages (Windows, PlayStation 5, Xbox Series)

- 30 mai :
  - Elden Ring Nightreign (Windows, PlayStation 4, PlayStation 5, Xbox One, Xbox Series)

### Juin
- 5 juin :
  - Deltarune (PlayStation 5, Nintendo Switch 2)
  - Mario Kart World (Nintendo Switch 2)

- 10 juin :
  - Dune: Awakening (Windows)
- 13 juin :
  - The Alters (Windows, PlayStation 5, Xbox Series)
- 16 juin :
  - Peak (Windows)

- 26 juin :
  - Death Stranding 2: On the Beach (PlayStation 5)

### Juillet
- 17 juillet :
  - Donkey Kong Bananza (Nintendo Switch 2)
- 24 juillet :
  - Killing Floor 3 (en) (Windows, PlayStation 5, Xbox Series)
  - Super Mario Party Jamboree – Nintendo Switch 2 Edition + Jamboree TV (Nintendo Switch 2)
  - Wuchang: Fallen Feathers (Windows, PlayStation 5, Xbox Series)

### Août
- 8 août :
  - Mafia: The Old Country (Windows, PlayStation 5, Xbox Series)
- 14 août :
  - Drag x Drive (Nintendo Switch 2)
- 28 août :
  - Kirby et le monde oublié – Nintendo Switch 2 Edition + Le pays des étoiles filantes (Nintendo Switch 2)
  - Metal Gear Solid Delta: Snake Eater (Windows, PlayStation 5, Xbox Series)

### Septembre
- 4 septembre :
  - Hell Is Us (Windows, PlayStation 5, Xbox Series)

- 12 septembre :
  - Borderlands 4 (Windows, PlayStation 5, Xbox Series)

- 25 septembre :
  - Silent Hill f (Windows, PlayStation 5, Xbox Series)
  - Sonic Racing: Crossworlds (Windows, PlayStation 4, PlayStation 5, Xbox One, Xbox Series, Nintendo Switch)

- 26 septembre :
  - EA Sports FC 26 (Windows, PlayStation 4, PlayStation 5, Xbox One, Xbox Series, Nintendo Switch, Nintendo Switch 2)

### Octobre
- 2 octobre :
  - Ghost of Yōtei (PlayStation 5)

- 10 octobre :
  - Battlefield 6 (Windows, PlayStation 5, Xbox Series)

- 16 octobre :
  - Légendes Pokémon : Z-A (Nintendo Switch, Nintendo Switch 2)

- 21 octobre :
  - Ninja Gaiden 4 (en) (Windows, PlayStation 5, Xbox Series)

- 29 octobre :
  - The Outer Worlds 2 (en) (Windows, PlayStation 5, Xbox Series)

### Novembre
- 13 novembre :
  - Anno 117 : Pax Romana (Windows, PlayStation 5, Xbox Series)

### Sans date précise
- Call of Duty: Black Ops 7 (Windows, PlayStation 4, Xbox One, PlayStation 5, Xbox Series)
- GreedFall II: The Dying World (Windows, PlayStation 5, Xbox Series)
- Hollow Knight: Silksong (Linux, macOS, Windows, PlayStation 4, PlayStation 5, Xbox One, Xbox Series, Nintendo Switch, Nintendo Switch 2)
- Hyrule Warriors : Les Chroniques du sceau (Nintendo Switch 2)
- InZoi (Windows)
- Kirby Air Riders (Nintendo Switch 2)
- Metroid Prime 4: Beyond (Nintendo Switch, Nintendo Switch 2)
- Professeur Layton et le Nouveau Monde à vapeur (Nintendo Switch, Nintendo Switch 2)
- Star Rupture (Windows)